# Pierwszy Kneset
Pierwszy Kneset – pierwsza kadencja parlamentu Izraela odbywająca się w latach 1949–1951.
Wybory odbyły się 25 stycznia 1949, a pierwsze posiedzenie parlamentu miało miejsce 14 lutego 1949.

## Posłowie
Posłowie wybrani w wyborach:
| Partia                                  | Posłowie |
| --------------------------------------- | --- |
| Mapai                                   | Zalman Aran, Me’ir Argow, Ammi Asaf, Arje Bahir, Dawid Bar-Raw-Haj, Chajjim Ben Aszer, Dawid Ben Gurion, Jicchak Ben Cewi, Josef Barac, Szemu’el Dajan, Ben-Cijjon Dinur, Chasja Derori, Jechi’el Duwdewani, Josef Efrati, Heszel Frumkin, Szeragga Goren, Akiwa Gowrin, Jisra’el Guri, Elijjahu Hakarmeli, Dawid Hakohen, Neta Harpaz, Awraham Herzfeld, Abba Chuszi, Beba Idelson, Cewi Jehuda, Dow Josef, Eli’ezer Kaplan, Jona Kese, Josef-Micha’el Lamm, Szelomo Lawi, Pinchas Lawon, Eli’ezer Liwna, Ada Majmon, Golda Meir, Perec Naftali, Dewora Necer, Dawid Remez, Jehudit Simchoni, Jizhar Smilanski, Josef Sprinzak, Mosze Szaret, Zalman Szazar, Arje Szeftel, Re’uwen Szeri, Efrajim Taburi, Awraham Tawiw |
| Mapam                                   | Mosze Aram, Menachem Bader, Dow Bar-Nir, Jisra’el Bar-Jehuda, Jicchak Ben Aharon, Mordechaj Bentow, Jisra’el Galili, Ja’akow Chazzan, Fajge Ilanit, Me’ir Ja’ari, Channa Lamdan, Nachum Nir, Eli’ezer Peri, Berl Repetur, Ja’akow Riftin, Chanan Rubin, Mosze Sneh, Jicchak Tabenkin, Aharon Zisling |
| Zjednoczony Front Religijny             | Josef Burg, Elijjahu-Mosze Ganchowski, Awraham-Jehuda Goldrat, Aharon-Ja’akow Grinberg, Kalman Kahana, Mosze Kelmer, Me’ir-Dawid Lewenstein, Izaak Meir Lewin, Jehuda Lejb Majmon, Binjamin Minc, Mordechaj Nurok, Dawid-Cewi Pinkas, Awraham-Chajjim Szag, Chajjim Mosze Szapira, Mosze Unna, Zerach Warhaftig |
| Herut                                   | Jochanan Bader, Menachem Begin, Arje Ben Eli’ezer, Uri-Cewi Grinberg, Ari Żabotyński, Szemu’el Kac, Hillel Kook, Chajjim Kohen-Meguri, Chajjim Landau, Elijjahu Lankin, Ja’akow Meridor, Szemu’el Merlin, Awraham Rakanti, Ester Razi’el-Na’or |
| Ogólni Syjoniści                        | Perec Bernstein, Ja’akow Gil, Ja’akow Kliwnow, Szoszanna Parsitz, Jisra’el Rokach, Josef Sapir, Josef Serlin |
| Partia Progresywna                      | Jeszajahu Foerder, Awraham Granot, Jizhar Harari, Idow Kohen, Pinchas Rosen |
| Maki                                    | Szemu’el Mikunis, Eli’ezer Preminger, Taufik Tubi, Me’ir Wilner |
| Sefardyjczycy i Orientalne Społeczności | Mosze Ben–Ammi, Elijjahu Eljaszar, Awraham Elmalich, Bechor-Szalom Szitrit |
| Demokratyczna Lista Nazaretu            | Sajf ad-Din az-Zubi, Amin Salim Dżardżura |
| Lista Bojowników                        | Natan Jelin-Mor |
| Związek Jemeński                        | Zecharja Gluska |
| WIZO                                    | Rachel Kohen-Kagan |

### Zmiany
Zmiany w trakcie kadencji:
| Następca           | Poprzednik          | Partia                      | Data             |
| ------------------ | ------------------- | --------------------------- | ---------------- |
| Elijjahu Mazur     | Mosze Kelmer        | Zjednoczony Front Religijny | 11 marca 1949    |
| Jicchak Kanew      | Awraham Tawiw       | Mapai                       | 20 kwietnia 1950 |
| Herzl Berger       | Jehudit Simchoni    | Mapai                       | 5 lutego 1951    |
| Żenja Twerski      | Heszel Frumkin      | Mapai                       | 5 lutego 1951    |
| Jisra’el Jeszajahu | Arje Szeftel        | Mapai                       | 12 lutego 1951   |
| Baruch Azanja      | Abba Chuszi         | Mapai                       | 12 lutego 1951   |
| Menachem Racon     | Dow Bar-Nir         | Mapam                       | 10 kwietnia 1951 |
| Dawid Liwszic      | Jicchak Tabenkin    | Mapam                       | 12 kwietnia 1951 |
| Menachem Kohen     | Dawid Remez         | Mapai                       | 19 maja 1951     |
| Refa’el Basz       | Josef-Micha’el Lamm | Mapai                       | 21 maja 1951     |

## Historia
Potrzebą chwili było stworzenie systemu prawnego umożliwiającego funkcjonowanie wszystkich instytucji nowo powstałego państwa Izrael. Z tego powodu pierwszy Kneset zajmował się głównie uchwaleniem podstawowych ustaw państwowych. W licznych przypadkach korzystano bezpośrednio z brytyjskiego ustawodawstwa.
Zgromadzenie Ustawodawcze uchwaliło ustawę przejściową, tzw. małą konstytucję, która doraźnie ustaliła strukturę naczelnych organów państwowych. Ustanowiono jednoizbowy parlament (Kneset), który wybierał prezydenta o dość ograniczonych uprawnieniach. Prezydent mianował premiera, ten zaś formował gabinet i przedstawiał go parlamentowi do akceptacji.
5 grudnia 1949 premier Dawid Ben Gurion w reakcji na propozycję ONZ, by Jerozolima stała się miastem międzynarodowym, wydał oświadczenie w Knesecie. Ben Gurion oświadczył, że „żydowska Jerozolima jest integralną i nierozłączną częścią państwa Izraela, gdyż jest nieodłączną częścią historii Izraela, wiary Izraela i ducha naszego narodu”.
Poza tym pierwszy Kneset często dyskutował o minionej wojnie o niepodległość.
Poszukiwano najlepszych rozwiązań dla organizacji i funkcjonowania izraelskiej armii.
Pojawił się poważny problem absorpcji masowej imigracji, wraz z którą pojawiły się problemy z utrzymaniem obozów przejściowych, problemy zdrowotne, brak mieszkań i początek masowego budownictwa, brak miejsc pracy i zapoczątkowanie robót publicznych.
Przedstawiciele imigrantów z Jemenu podnieśli kwestie ideologiczne dotyczące oświaty, wywołując kryzys w rządowej koalicji.
W sprawach gospodarczych zajmowano się kwestią podatków, brakiem walut, amerykańską pożyczką, racjonowaniem produktów pierwszej potrzeby oraz zjawiskiem nielegalnego obrotu w handlu.
W polityce zagranicznej Kneset zajął się akceptacją Izraela jako członka ONZ (w 1949 r.). Uporano się również z problemem arabskich obywateli i kwestią „porzuconego majątku” zostawionego przez uchodźców podczas wojny o niepodległość.

### Pierwszy rząd(1949–1950)
Pierwszy rząd został sformowany przez Dawida Ben Guriona w dniu 8 marca 1949.
Premier ustąpił 15 października 1950, w związku ze sporem na tle żądań zgłoszonych przez Zjednoczony Front Religijny związanych z kwestią edukacji w nowych obozach imigracyjnych i systemem oświaty religijnej. Drugą kwestią sporów był poziom niskich zapasów w państwie i potrzeba racjonowania towarów pierwszej potrzeby.

### Drugi rząd(1950–1951)
Drugi rząd został sformowany przez Dawida Ben Guriona w dniu 1 listopada 1950.
Rząd ustąpił 14 lutego 1951, gdy Kneset odrzucił propozycje złożone przez ministra edukacji i kultury związane z wymogiem rejestracji dzieci w szkołach.